# Leichtathletik-Europameisterschaften 1998
| 17. Leichtathletik-Europameisterschaften | 17. Leichtathletik-Europameisterschaften |
| ---------------------------------------- | ---------------------------------------- |
|                                          |                                          |
| Stadt                                    | Budapest                                 |
| Stadion                                  | Népstadion                               |
| Teilnehmende Länder                      | 44                                       |
| Teilnehmende Athleten                    | 1330                                     |
| Wettbewerbe                              | 46 (Männer: 24 / Frauen: 22)             |
| Europarekorde                            | 1                                        |
| Eröffnung                                | 18. August 1998                          |
| Schlussfeier                             | 23. August 1998                          |
| Chronik                                  |                                          |
| ← Helsinki 1994                          | München 2002 →                           |

| Medaillenspiegel (Endstand nach 46 Entscheidungen) | Medaillenspiegel (Endstand nach 46 Entscheidungen) | Medaillenspiegel (Endstand nach 46 Entscheidungen) | Medaillenspiegel (Endstand nach 46 Entscheidungen) | Medaillenspiegel (Endstand nach 46 Entscheidungen) | Medaillenspiegel (Endstand nach 46 Entscheidungen) |
| Platz                                              | Land                                               | Gold                                               | Silber                                             | Bronze                                             | Gesamt                                             |
| -------------------------------------------------- | -------------------------------------------------- | -------------------------------------------------- | -------------------------------------------------- | -------------------------------------------------- | -------------------------------------------------- |
| 10                                                 | Großbritannien                                     | 90                                                 | 40                                                 | 30                                                 | 160                                                |
| 20                                                 | Deutschland                                        | 80                                                 | 70                                                 | 80                                                 | 230                                                |
| 30                                                 | Russland                                           | 60                                                 | 90                                                 | 70                                                 | 220                                                |
| 40                                                 | Polen                                              | 30                                                 | 40                                                 | 10                                                 | 80                                                 |
| 50                                                 | Rumänien                                           | 30                                                 | 20                                                 | 20                                                 | 70                                                 |
| 60                                                 | Ukraine                                            | 30                                                 | 20                                                 | 10                                                 | 60                                                 |
| 70                                                 | Italien                                            | 20                                                 | 40                                                 | 30                                                 | 90                                                 |
| 80                                                 | Portugal                                           | 20                                                 | 30                                                 | 10                                                 | 60                                                 |
| 90                                                 | Spanien                                            | 20                                                 | 10                                                 | 40                                                 | 70                                                 |
| 100                                                | Frankreich                                         | 20                                                 | 10                                                 | 10                                                 | 40                                                 |
| Vollständiger Medaillenspiegel                     |                                                    |                                                    |                                                    |                                                    |                                                    |

Die 17. Leichtathletik-Europameisterschaften fanden vom 18. bis zum 23. August 1998 in der ungarischen Hauptstadt Budapest statt. Die Wettkämpfe wurden im Népstadion ausgetragen, in dem bereits die Europameisterschaften 1966 stattgefunden hatten. Das Stadion war auf den neuen Anlass hin renoviert worden. Es nahmen 1330 Athletinnen und Athleten aus 44 Ländern teil.

## Wettbewerbe

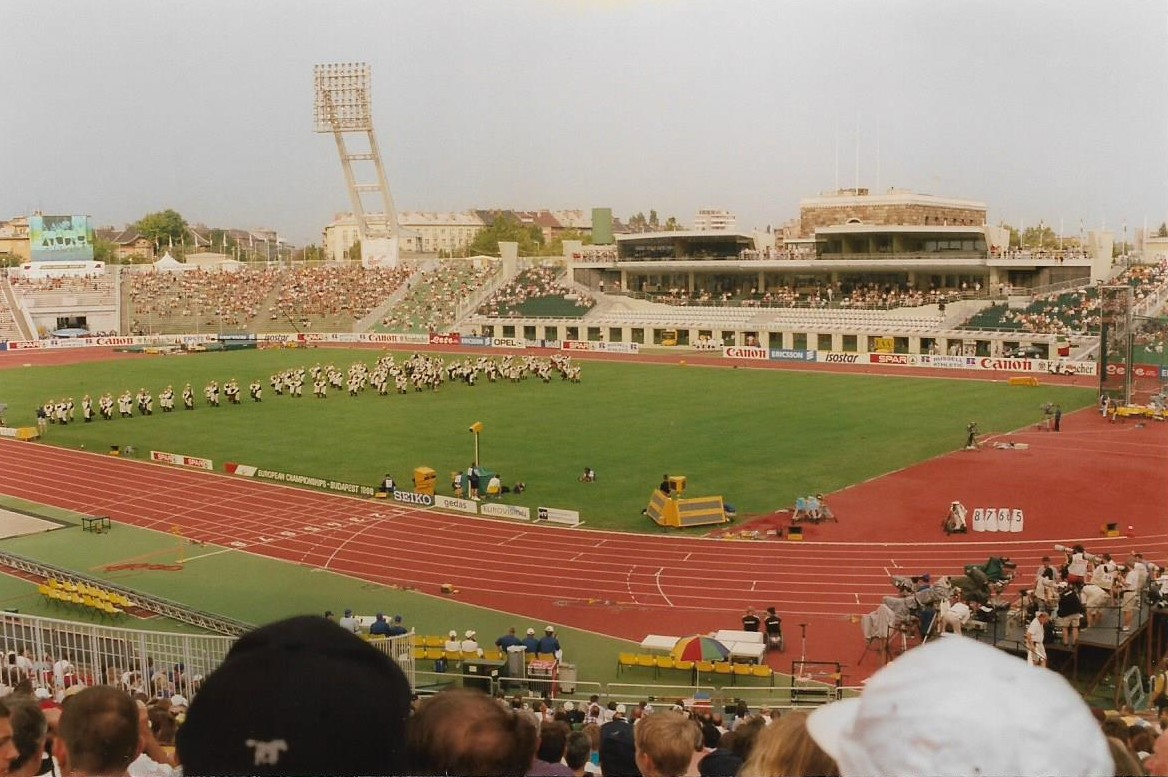
Das Népstadion von Budapest im Jahr 1998

Das Wettkampfprogramm der Frauen wurde um zwei Disziplinen erweitert. Hinzu kamen der Stabhochsprung sowie der Hammerwurf. So waren die Sprung- und Wurfwettbewerbe – abgesehen von unterschiedlichen Gewichten der Wurfgeräte – jetzt bei Frauen und Männern identisch.
Außerdem wurde der 3000-Meter-Lauf der Frauen ersetzt durch den 5000-Meter-Lauf. So waren nun auch die Streckenlängen in den Laufwettbewerben bei Frauen und Männern identisch. Bei den Frauen fehlte allerdings noch der 3000-Meter-Hindernislauf, der 2006 ins EM-Programm kommen sollte.
Unterschiede zwischen Frauen- und Männerprogramm gab es darüber hinaus noch in den Gehwettbewerben. Bei den Frauen gab es nur eine Gehdisziplin, bei den Männern waren und sind es zwei. Die Distanz der Frauenstrecke betrug zehn Kilometern, die kürzere Männerdisziplin wurde schon seit langer Zeit über zwanzig Kilometer ausgetragen. Hier erfolgte eine entsprechende Anpassung bei den Europameisterschaften 2006. 2018 sollte dann auch für die Frauen ein zweiter Gehwettbewerb ins EM-Programm kommen, zunächst wie bei den Männern ausgetragen über fünfzig Kilometer. Ab 2022 wurde die längere Gehstrecke dann für beide Geschlechter verkürzt auf 35 Kilometer.

## Doping
Bei diesen Europameisterschaften kam es zu einem nachgewiesenen Dopingfall:
- Dana Cervantes (Spanien), Stabhochsprung (zunächst Elfte) – Ihr wurde ein Verstoß gegen die Antidopingbestimmungen nachgewiesen. Es erfolgte die Disqualifikation, die nach ihr rangierenden Athletinnen rückten um jeweils einen Platz nach vorne.[1]

## Sportliche Leistungen
Bei den Nationen stand diesmal Großbritannien mit neun EM-Titeln ganz vorne. Deutschland folgte mit acht, dahinter Russland mit sechs Goldmedaillen.
Bei den einzelnen Sportlern sind besonders folgende Erfolge zu nennen.
- Besondere Leistungen:
  - Christine Arron (Frankreich) – 100 Meter, Europarekord mit 10,73 s
  - Darüber hinaus gab es in neun Disziplinen 36 neue oder egalisierte Meisterschaftsrekorde.
  - Des Weiteren wurden in elf Disziplinen achtzehn Landesrekorde bzw. nationale Bestleistungen neu aufgestellt.
- Sechs Athleten errangen je zwei Goldmedaillen bei diesen Meisterschaften:
  - Sonia O’Sullivan (Irland) – 5000 Meter, 10.000 Meter
  - Darren Campbell (Großbritannien) – 100 Meter, 4 × 100 m
  - Douglas Walker (Großbritannien) – 200 Meter, 4 × 100 m
  - Iwan Thomas (Großbritannien) – 400 Meter, 4 × 400 m
  - Christine Arron (Frankreich) – 100 Meter, 4 × 100 m
  - Grit Breuer (Deutschland) – 400 Meter, 4 × 400 m
- Neun der Europameister von 1998 hatten bereits vorher EM-Titel gewonnen:
  - Heike Drechsler (Deutschland) – Weitsprung, vierter Sieg in Folge seit 1986, darüber hinaus Europameisterin 1986 über 200 Meter, damit nun fünffache Europameisterin
  - Grit Breuer (Deutschland) – 400 Meter, Wiederholung ihres Erfolgs von 1990, / 4 × 400 m, Wiederholung ihres Erfolgs von 1990, damit vierfache Europameisterin
  - Colin Jackson (Großbritannien) – 110 Meter Hürden, dritter Sieg in Folge seit 1990, damit dreifacher Europameister
  - Steve Backley (Großbritannien) – Speerwurf, dritter Sieg in Folge seit 1990, damit dreifacher Europameister
  - Irina Priwalowa (Russland) – 200 Meter, Wiederholung ihres Erfolgs von 1994, damit zweifache Europameisterin
  - Sonia O’Sullivan (Irland) – 5000 Meter, Wiederholung ihres Erfolgs von 1994 über 3000 Meter, damit zweifache Europameisterin
  - Maria Manuela Machado (Portugal) – Marathon, Wiederholung ihres Erfolgs von 1994, damit zweifache Europameisterin
  - Swetla Dimitrowa (Bulgarien) – 100 Meter Hürden, Wiederholung ihres Erfolgs von 1994, damit zweifache Europameisterin
  - Wita Pawlysch (Ukraine) – Kugelstoßen, Wiederholung ihres Erfolgs von 1994, damit zweifache Europameisterin – zehn Jahre später nach mehreren Dopingvergehen auf Lebenszeit gesperrt[2]

## Legende
Kurze Übersicht zur Bedeutung der Symbolik – so üblicherweise auch in sonstigen Veröffentlichungen verwendet:
| ER  | Europarekord                                                 |
| CR  | Championshiprekord                                           |
| NR  | Nationaler Rekord                                            |
| NBL | Nationale Bestleistung                                       |
| e   | egalisiert                                                   |
| w   | Rückenwindunterstützung über dem erlaubten Limit von 2,0 m/s |
| DNF | Wettkampf nicht beendet (did not finish)                     |
| DSQ | disqualifiziert                                              |

## Resultate Männer

### 100 m

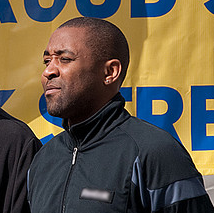
Sprinteuropameister Darren Campbell – hier in einer Aufnahme aus dem Jahr 2009

| Platz | Athlet                | Land | Zeit (s) |
| ----- | --------------------- | ---- | -------- |
| 1     | Darren Campbell       | GBR  | 10,04 CR |
| 2     | Dwain Chambers        | GBR  | 10,10000 |
| 3     | Harálabos Papadiás    | GRE  | 10,17000 |
| 4     | Stefano Tilli         | ITA  | 10,20000 |
| 5     | Marlon Devonish       | GBR  | 10,24000 |
| 6     | Alexandr Porchomowski | RUS  | 10,29000 |
| 7     | Marcin Krzywański     | POL  | 10,29000 |
| 8     | Marcin Nowak          | POL  | 10,36000 |

Finale: 19. August
Wind: +0,3 m/s

### 200 m
| Platz | Athlet               | Land | Zeit (s) |
| ----- | -------------------- | ---- | -------- |
| 1     | Douglas Walker       | GBR  | 20,53    |
| 2     | Douglas Turner       | GBR  | 20,64    |
| 3     | Julian Golding       | GBR  | 20,72    |
| 4     | Geir Moen            | NOR  | 20,78    |
| 5     | Rodrigue Nordin      | FRA  | 20,83    |
| 6     | Christophe Cheval    | FRA  | 20,91    |
| 7     | Prodomos Katsontonis | CYP  | 21,24    |
| DSQ   | Troy Douglas         | NED  |          |

Finale: 21. August
Wind: −0,1 m/s
Troy Douglas hatte nach Entscheidung anhand des Zielfotos zunächst Platz vier knapp hinter Julian Golding belegt. Als Douglas allzu heftig gegen dieses Urteil protestierte, wurde er schließlich disqualifiziert.

### 400 m

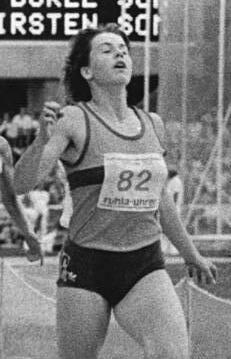
Grit Breuer – acht Jahre nach ihrem ersten Titelgewinn zum zweiten Mal Europameisterin

| Platz | Athlet           | Land | Zeit (s) |
| ----- | ---------------- | ---- | -------- |
| 1     | Iwan Thomas      | GBR  | 44,52 CR |
| 2     | Robert Maćkowiak | POL  | 45,04000 |
| 3     | Mark Richardson  | GBR  | 45,14000 |
| 4     | Tomasz Czubak    | POL  | 45,43000 |
| 5     | Piotr Haczek     | POL  | 45,46000 |
| 6     | Ashraf Saber     | ITA  | 45,67000 |
| 7     | David Canal      | ESP  | 45,93000 |
| DSQ   | Solomon Wariso   | GBR  |          |

Finale: 21. August

### 800 m
| Platz | Athlet             | Land | Zeit (min) |
| ----- | ------------------ | ---- | ---------- |
| 1     | Nils Schumann      | GER  | 1:44,89    |
| 2     | André Bucher       | SUI  | 1:45,04    |
| 3     | Lukáš Vydra        | CZE  | 1:45,23    |
| 4     | James McIlroy      | IRL  | 1:45,46    |
| 5     | Balázs Korányi     | HUN  | 1:45,78    |
| 6     | Wojciech Kałdowski | POL  | 1:46,60    |
| 7     | Andrea Longo       | ITA  | 1:46,66    |
| 8     | Wilson Kipketer    | DEN  | 1:50,13    |

Finale: 23. August

### 1500 m

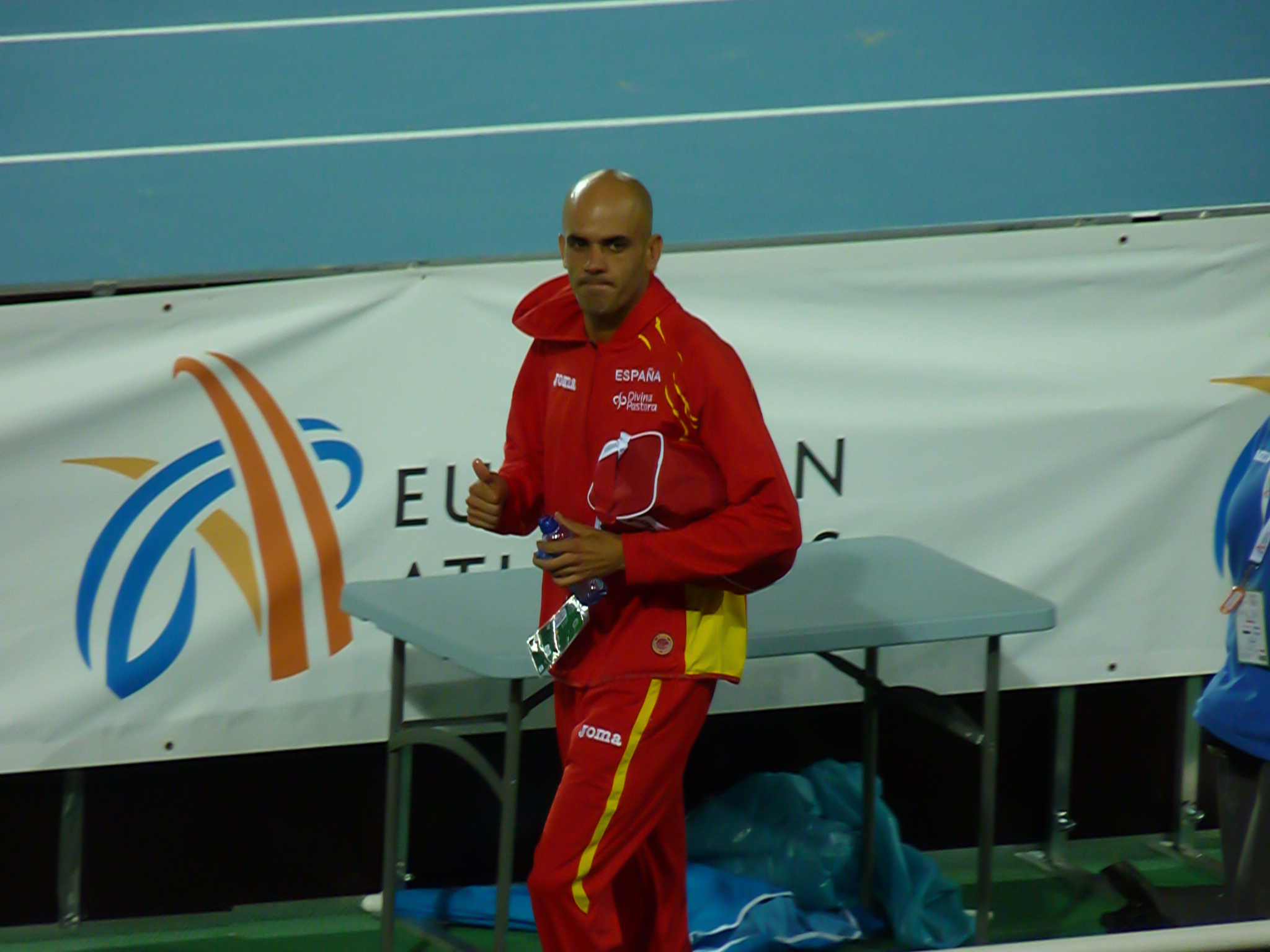
Reyes Estévez – hier im Jahr 2010 – setzte sich im Spurt gegen seine Konkurrenten durch

| Platz | Athlet                | Land | Zeit (min) |
| ----- | --------------------- | ---- | ---------- |
| 1     | Reyes Estévez         | ESP  | 3:41,31    |
| 2     | Rui Silva             | POR  | 3:41,84    |
| 3     | Fermín Cacho          | ESP  | 3:42,13    |
| 4     | Anthony Whiteman      | GBR  | 3:42,27    |
| 5     | John Mayock           | GBR  | 3:42,58    |
| 6     | Matthew Yates         | GBR  | 3:42,63    |
| 7     | Rüdiger Stenzel       | GER  | 3:42,73    |
| 8     | Abdelkader Chékhémani | FRA  | 3:42,92    |

Finale: 20. August

### 5000 m

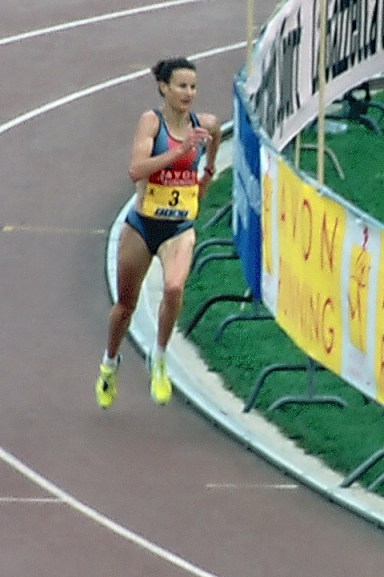
Deutlicher Sieg und dritter EM-Titel für Sonia O’Sullivan nach ihren Siegen über 3000 Meter (1994) und 10.000 Meter vier Tage zuvor

| Platz | Athlet          | Land | Zeit (min) |
| ----- | --------------- | ---- | ---------- |
| 1     | Isaac Viciosa   | ESP  | 13:37,46   |
| 2     | Manuel Pancorbo | ESP  | 13:38,03   |
| 3     | Mark Carroll    | IRL  | 13:38,15   |
| 4     | Mustapha Essaïd | FRA  | 13:39,89   |
| 5     | Abdellah Béhar  | FRA  | 13:40,26   |
| 6     | Samuli Vasala   | FIN  | 13:40,68   |
| 7     | Driss El Himer  | FRA  | 13:41,36   |
| 8     | Miroslav Vanko  | SLO  | 13:41,92   |

Datum: 22. August

### 10.000 m
| Platz | Athlet          | Land | Zeit (min) |
| ----- | --------------- | ---- | ---------- |
| 1     | António Pinto   | POR  | 27:48,62   |
| 2     | Dieter Baumann  | GER  | 27:56,75   |
| 3     | Stéphane Franke | GER  | 27:59,90   |
| 4     | Jon Brown       | GBR  | 28:02,33   |
| 5     | Bruno Toledo    | ESP  | 28:15,17   |
| 6     | Enrique Molina  | ESP  | 28:19,54   |
| 7     | Rachid Berradi  | ITA  | 28:22,32   |
| 8     | Kamiel Maase    | NED  | 28:26,37   |

Datum: 18. August

### Marathon

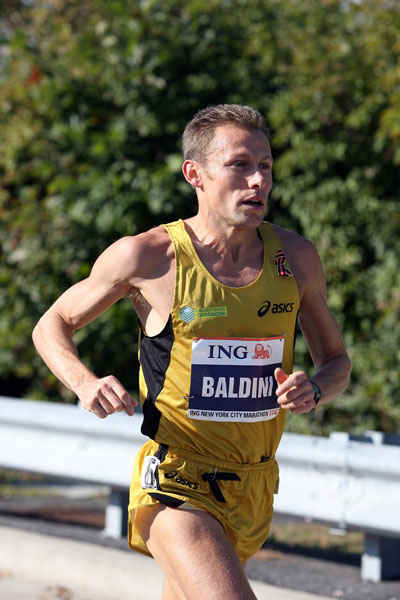
Erster EM-Titel für Stefano Baldini nach guten Platzierungen bei großen Stadtmarathons

| Platz | Athlet            | Land | Zeit (h) |
| ----- | ----------------- | ---- | -------- |
| 1     | Stefano Baldini   | ITA  | 2:12:01  |
| 2     | Danilo Goffi      | ITA  | 2:12:11  |
| 3     | Vincenzo Modica   | ITA  | 2:12:53  |
| 4     | José Ramón Rey    | ESP  | 2:13:17  |
| 5     | Alejandro Gómez   | ESP  | 2:13:23  |
| 6     | Antoni Peña       | ESP  | 2:13:53  |
| 7     | Giovanni Ruggiero | ITA  | 2:13:59  |
| 8     | Richard Nerurkar  | GBR  | 2:14:02  |

Datum: 22. August

#### Marathon-Cup
| Platz | Land           | Athleten                                             | Zeit (h) |
| ----- | -------------- | ---------------------------------------------------- | -------- |
| 1     | Italien        | Stefano Baldini Danilo Goffi Vincenzo Modica         | 6:37:05  |
| 2     | Spanien        | José Ramón Rey Alejandro Gómez Antoni Peña           | 6:40:33  |
| 3     | Portugal       | João Lopes António Salvador Paulo Catarino           | 6:44:14  |
| 4     | Frankreich     | Hakim Bagy Pascal Blanchard Jean-Pierre Monciaux     | 6:48:37  |
| 5     | Russland       | Mukhamet Nazipov Oleg Strizhakov Eduard Tuchbatullin | 6:52:41  |
| 6     | Großbritannien | Richard Nerurkar David Buzza Mark Hudspith           | 6:53:28  |
| 7     | Ungarn         | Gergely Rezessy Márton Lajtos Zoltán Holba           | 7:01:21  |

Datum: 22. August
Im Marathonlauf gab es zusätzlich auch eine Teamwertung, für die die Zeiten der drei besten Läufer je Nation addiert wurden. Die Wertung zählte allerdings nicht zum offiziellen Medaillenspiegel.
(nur sieben Teams in der Wertung)

### 110 m Hürden
| Platz | Athlet              | Land | Zeit (s)  |
| ----- | ------------------- | ---- | --------- |
| 1     | Colin Jackson       | GBR  | 13,02 CRe |
| 2     | Falk Balzer         | GER  | 13,120000 |
| 3     | Robin Korving       | NED  | 13,200000 |
| 4     | Florian Schwarthoff | GER  | 13,230000 |
| 5     | Artur Kohutek       | POL  | 13,290000 |
| 6     | Tony Jarrett        | GBR  | 13,320000 |
| 7     | Mike Fenner         | GER  | 13,380000 |
| 8     | Jonathan N’Senga    | BEL  | 13,540000 |

Finale: 22. August
Wind: +1,5 m/s

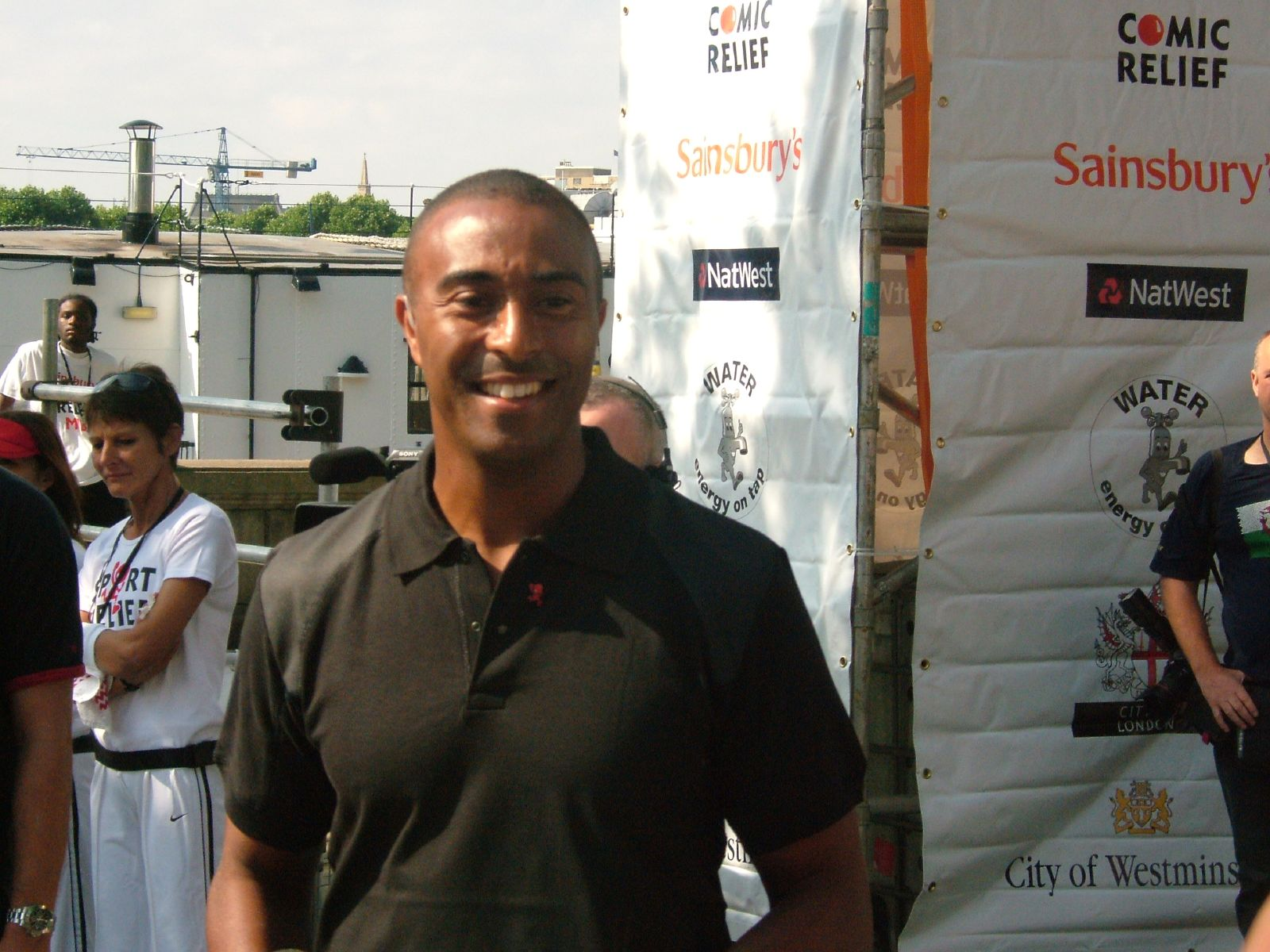
Colin Jackson – dritter EM-Titel in Folge

Bereits in der Vorrunde hatte Europameister Colin Jackson seinen eigenen Meisterschaftsrekord bei einem Rückenwind von 1,9 m/s auf 13,02 s verbessert. Diesen Rekord egalisierte er dann im Finale noch einmal.

### 400 m Hürden
| Platz | Athlet               | Land | Zeit (s) |
| ----- | -------------------- | ---- | -------- |
| 1     | Paweł Januszewski    | POL  | 48,17    |
| 2     | Ruslan Maschtschenko | RUS  | 48,25    |
| 3     | Fabrizio Mori        | ITA  | 48,71    |
| 4     | Carlos Silva         | POR  | 49,02    |
| 5     | Vadim Zadoinov       | MDA  | 49,10    |
| 6     | Laurent Ottoz        | ITA  | 49,15    |
| 7     | Jiří Mužík           | CZE  | 50,51    |
| 8     | Wladislaw Schirjajew | RUS  | 50,94    |

Finale: 20. August

### 3000 m Hindernis
| Platz | Athlet                  | Land | Zeit (min) |
| ----- | ----------------------- | ---- | ---------- |
| 1     | Damian Kallabis         | GER  | 8:13,10    |
| 2     | Alessandro Lambruschini | ITA  | 8:16,70    |
| 3     | Jim Svenøy              | NOR  | 8:18,97    |
| 4     | Luis Miguel Martín      | ESP  | 8:20,54    |
| 5     | Luciano Di Pardo        | ITA  | 8:20,96    |
| 6     | Ramiro Morán            | ESP  | 8:24,06    |
| 7     | Eliseo Martín           | ESP  | 8:26,60    |
| 8     | Rafał Wójcik            | POL  | 8:27,74    |

Finale: 23. August

### 4 × 100 m Staffel
| Platz | Land           | Athleten | Zeit (s) |
| ----- | -------------- | --- | -------- |
| 1     | Großbritannien | Allyn Condon Darren Campbell Douglas Walker (Finale) Julian Golding (Finale) im Vorlauf außerdem: Marlon Devonish Dwain Chambers   | 38,52    |
| 2     | Frankreich     | Thierry Lubin (Finale) Frédéric Krantz Christophe Cheval Needy Guims im Vorlauf außerdem: Rodrigue Nordin                          | 38,87    |
| 3     | Polen          | Marcin Krzywański Marcin Nowak Piotr Balcerzak Ryszard Pilarczyk                                                                   | 38,98    |
| 4     | Griechenland   | Alexandros Genovelis Alexios Alexopoulos Georgios Panagiotopoulos Charalambos Papadias                                             | 39,07    |
| 5     | Deutschland    | Patrick Schneider Jérôme Crews Manuel Milde Marc Blume                                                                             | 39,09    |
| 6     | Schweden       | Patrick Lövgren Matias Ghansah Torbjörn Eriksson Peter Karlsson                                                                    | 39,32    |
| 7     | Niederlande    | Martijn Ungerer Patrick Snoek Patrick van Balkom Dennis Tilburg                                                                    | 39,79    |
| 8     | Italien        | Francesco Scuderi (Finale) Andrea Colombo (Finale) Alessandro Attene Sandro Floris im Vorlauf außerdem: Andrea Amici Stefano Tilli | 39,85    |

Finale: 22. August

### 4 × 400 m Staffel
| Platz | Land           | Athleten | Zeit (min) |
| ----- | -------------- | --- | ---------- |
| 1     | Großbritannien | Mark Hylton Jamie Baulch Iwan Thomas (Finale) Mark Richardson (Finale) im Vorlauf außerdem: Sean Baldock Solomon Wariso               | 2:58,68    |
| 2     | Polen          | Piotr Rysiukiewicz Tomasz Czubak (Finale) Piotr Haczek Robert Maćkowiak (Finale) im Vorlauf außerdem: Piotr Długosielski Jacek Bocian | 2:58,88    |
| 3     | Spanien        | Antonio Andrés Juan Trull Alberto Martínez David Canal                                                                                | 3:02,47    |
| 4     | Italien        | Walter Pirovano Marco Vaccari Andrea Nuti Ashraf Saber                                                                                | 3:02,48    |
| 5     | Schweiz        | Laurent Clerc Kevin Widmer Alain Rohr Mathias Rusterholz                                                                              | 3:02,91    |
| 6     | Deutschland    | Stefan Letzelter Klaus Ehrnsperger Thomas Goller Jens Dautzenberg                                                                     | 3:03,19    |
| 7     | Tschechien     | Jan Poděbradský Jan Stejfa Karel Bláha Jiří Mužík                                                                                     | 3:04,37    |
| DSQ   | Frankreich     | Pierre-Marie Hilaire Marc Foucan Fred Mango Stéphane Diagana (Finale) im Vorlauf außerdem: Marc Raquil                                |            |

Finale: 23. August

### 20 km Gehen

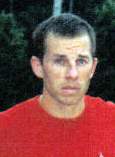
Mitfavorit Ilja Markow siegte im
20-km-Gehen

| Platz | Athlet                     | Land | Zeit (h) |
| ----- | -------------------------- | ---- | -------- |
| 1     | Ilja Markow                | RUS  | 1:21:10  |
| 2     | Aigars Fadejevs            | LAT  | 1:21:25  |
| 3     | Francisco Javier Fernández | ESP  | 1:21:39  |
| 4     | Andreas Erm                | GER  | 1:21:53  |
| 5     | Sándor Urbanik             | HUN  | 1:22:12  |
| 6     | Iwan Trozki                | BLR  | 1:22:46  |
| 7     | Denis Lenglois             | FRA  | 1:23:02  |
| 8     | Jewgeni Schmaljuk          | RUS  | 1:23:32  |

Datum: 18. August

### 50 km Gehen
| Platz | Athlet              | Land | Zeit (h) |
| ----- | ------------------- | ---- | -------- |
| 1     | Robert Korzeniowski | POL  | 3:43:51  |
| 2     | Valentin Kononen    | FIN  | 3:44:29  |
| 3     | Andrei Plotnikow    | RUS  | 3:45:53  |
| 4     | Mikel Odriozola     | ESP  | 3:47:27  |
| 5     | Tomasz Lipiecz      | POL  | 3:48:05  |
| 6     | Santiago Perez      | ESP  | 3:48:17  |
| 7     | Arturo Di Mezza     | ITA  | 3:48:49  |
| 8     | Denis Trautmann     | GER  | 3:49:46  |

Datum: 21. August

### Hochsprung

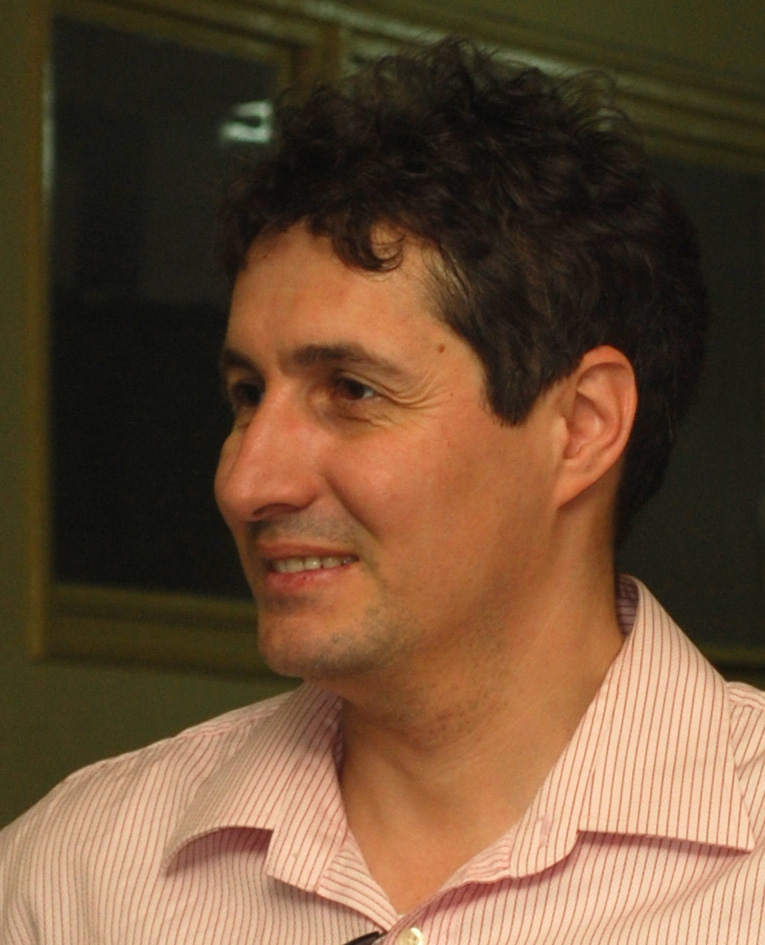
Artur Partyka errang hier nach vielen olympischen, WM- und EM-Medaillen seinen ersten großen Titel

| Platz | Athlet            | Land | Höhe (m) |
| ----- | ----------------- | ---- | -------- |
| 1     | Artur Partyka     | POL  | 2,34     |
| 2     | Dalton Grant      | GBR  | 2,34     |
| 3     | Sergei Kljugin    | RUS  | 2,32     |
| 4     | Martin Buß        | GER  | 2,32     |
| 5     | Dimítrios Kokótis | GRE  | 2,30     |
| 6     | Steinar Hoen      | NOR  | 2,30     |
| 7     | Stefan Holm       | SWE  | 2,27     |
| 8     | Staffan Strand    | SWE  | 2,27     |

Finale: 21. August

### Stabhochsprung
| Platz | Athlet              | Land | Höhe (m) |
| ----- | ------------------- | ---- | -------- |
| 1     | Maxim Tarassow      | RUS  | 5,81     |
| 2     | Tim Lobinger        | GER  | 5,81     |
| 3     | Jean Galfione       | FRA  | 5,76     |
| 4     | Danny Ecker         | GER  | 5,76     |
| 5     | Khalid Lachheb      | FRA  | 5,76     |
| 6     | Andrei Tivontschik  | GER  | 5,50     |
| 7     | Pawel Burlatschenko | RUS  | 5,50     |
| 8     | Heikki Vääräniemi   | FIN  | 5,50     |

Finale: 22. August

### Weitsprung

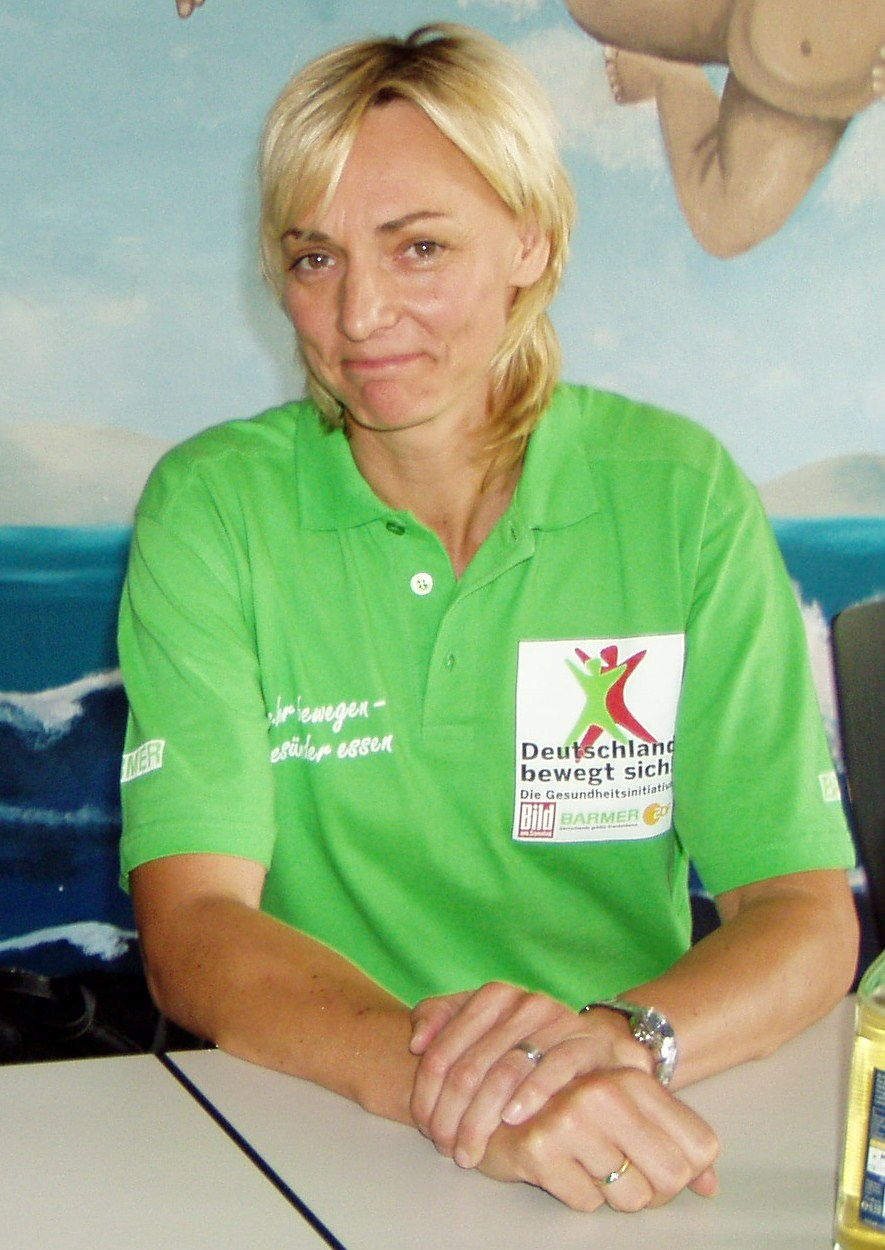
Heike Drechsler – vierter EM-Titel in Folge für die 33-jährige Athletin

| Platz | Athlet            | Land | Weite (m) |
| ----- | ----------------- | ---- | --------- |
| 1     | Kirill Sossunow   | RUS  | 8,28      |
| 2     | Bogdan Țăruș      | ROM  | 8,21      |
| 3     | Petar Datschew    | BUL  | 8,06      |
| 4     | Simone Bianchi    | ITA  | 8,02      |
| 5     | Mathias Sunneborn | SWE  | 8,01      |
| 6     | Gregor Cankar     | SLO  | 8,00      |
| 7     | Paolo Camossi     | ITA  | 7,98      |
| 8     | Yago Lamela       | ESP  | 7,93      |

Finale: 19. August

### Dreisprung
| Platz | Athlet              | Land | Weite (m) |
| ----- | ------------------- | ---- | --------- |
| 1     | Jonathan Edwards    | GBR  | 17,99 CR  |
| 2     | Denis Kapustin      | RUS  | 17,45000  |
| 3     | Rostislaw Dimitrow  | BUL  | 17,26 w0  |
| 4     | Aljaksandr Hlawazki | BLR  | 17,22000  |
| 5     | Wassili Sokow       | RUS  | 17,16 w0  |
| 6     | Charles Friedek     | GER  | 17,04000  |
| 7     | Zsolt Czingler      | HUN  | 17,03000  |
| 8     | Rogel Nachum        | ISR  | 16,99000  |

Finale: 23. August

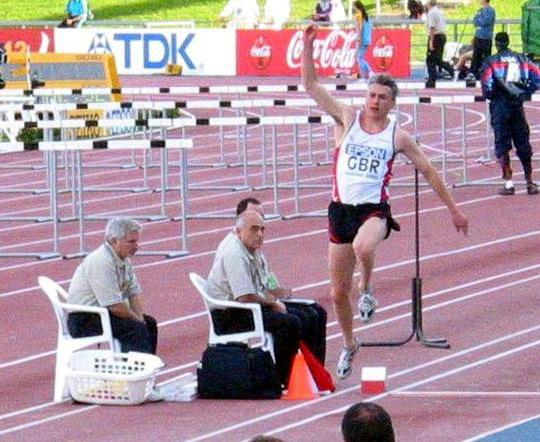
Jonathan Edwards gewann den Dreisprung mit einer großartigen Leistung

Europameister Jonathan Edwards war bereits vor seinem im sechsten Versuch erzielten Meisterschaftsrekordsprung auf 17,99 m mit seinen 17,84 m aus dem ersten Durchgang eine erste Verbesserung der EM-Rekordmarke gelungen.

### Kugelstoßen
| Platz | Athlet             | Land | Weite (m) |
| ----- | ------------------ | ---- | --------- |
| 1     | Oleksandr Bahatsch | UKR  | 21,17     |
| 2     | Oliver-Sven Buder  | GER  | 20,98     |
| 3     | Jurij Bilonoh      | UKR  | 20,92     |
| 4     | Dragan Perić       | YUG  | 20,65     |
| 5     | Paolo Dal Soglio   | ITA  | 20,50     |
| 6     | Mika Halvari       | FIN  | 20,33     |
| 7     | Manuel Martínez    | ESP  | 20,02     |
| 8     | Michael Mertens    | GER  | 19,67     |

Finale: 18. August

### Diskuswurf

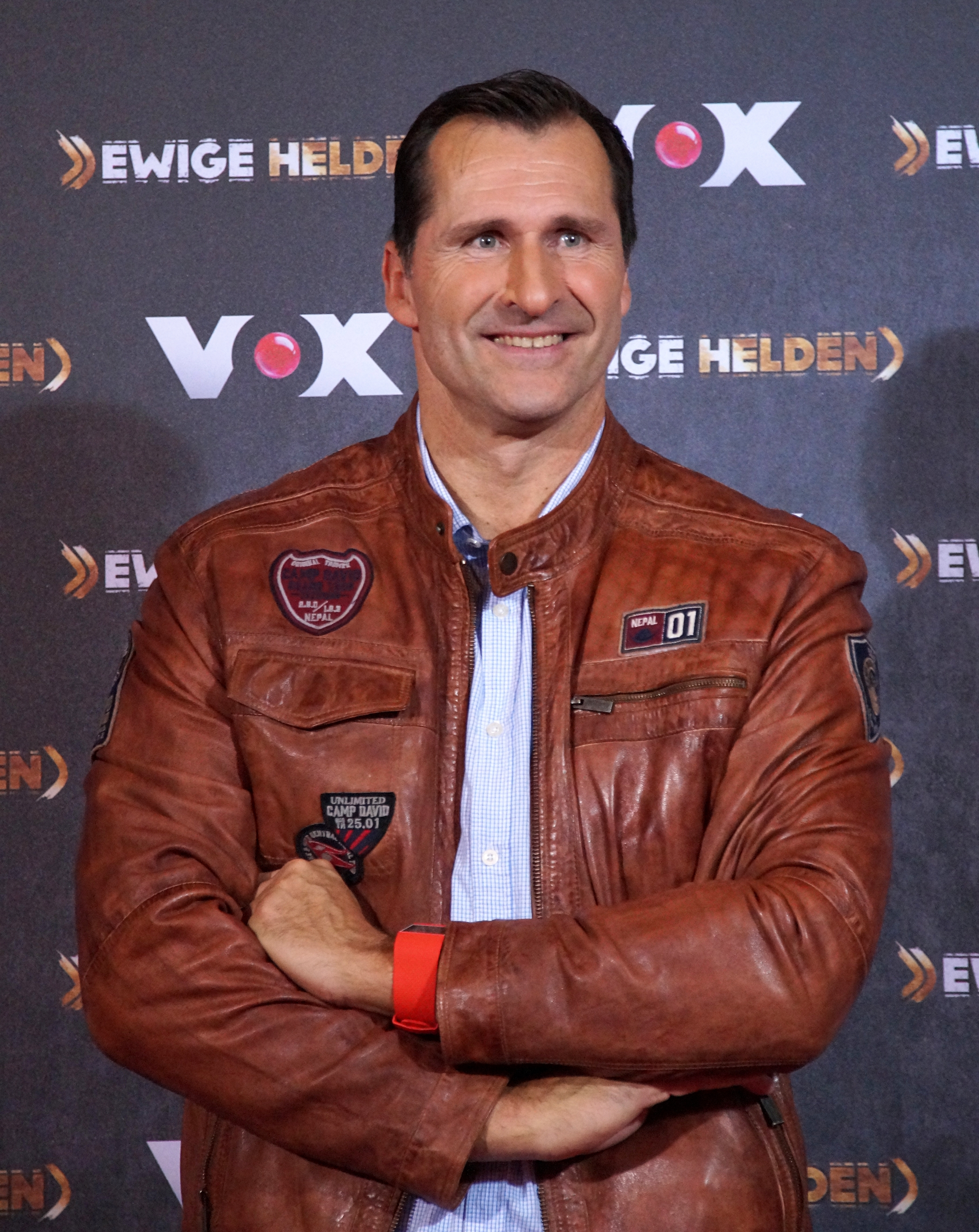
Lars Riedel beherrschte den Diskuswurf wie schon bei vielen großen Meisterschaften seit 1991

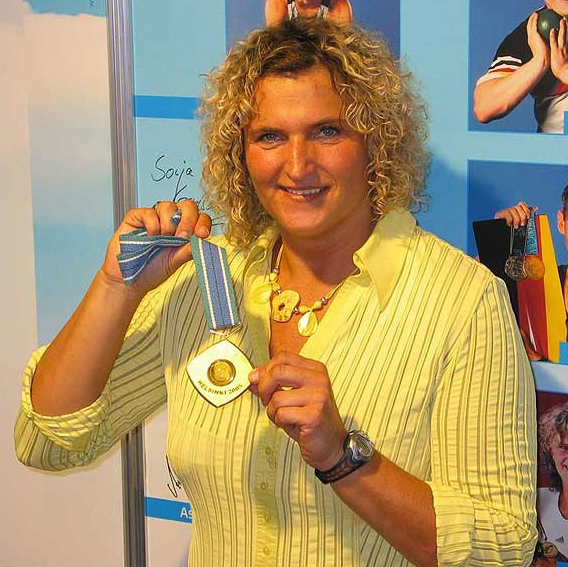
Europameisterin Franka Dietzsch – hier sieben Jahre nach ihrem EM-Erfolg von Budapest

| Platz | Athlet                    | Land | Weite (m) |
| ----- | ------------------------- | ---- | --------- |
| 1     | Lars Riedel               | GER  | 67,07     |
| 2     | Jürgen Schult             | GER  | 66,69     |
| 3     | Virgilijus Alekna         | LTU  | 66,46     |
| 4     | Róbert Fazekas            | HUN  | 65,13     |
| 5     | Diego Fortuna             | ITA  | 64,26     |
| 6     | Uladsimir Dubrouschtschyk | BLR  | 63,96     |
| 7     | Andreas Seelig            | GER  | 63,15     |
| 8     | Robert Weir               | GBR  | 61,92     |

Finale: 23. August

### Hammerwurf

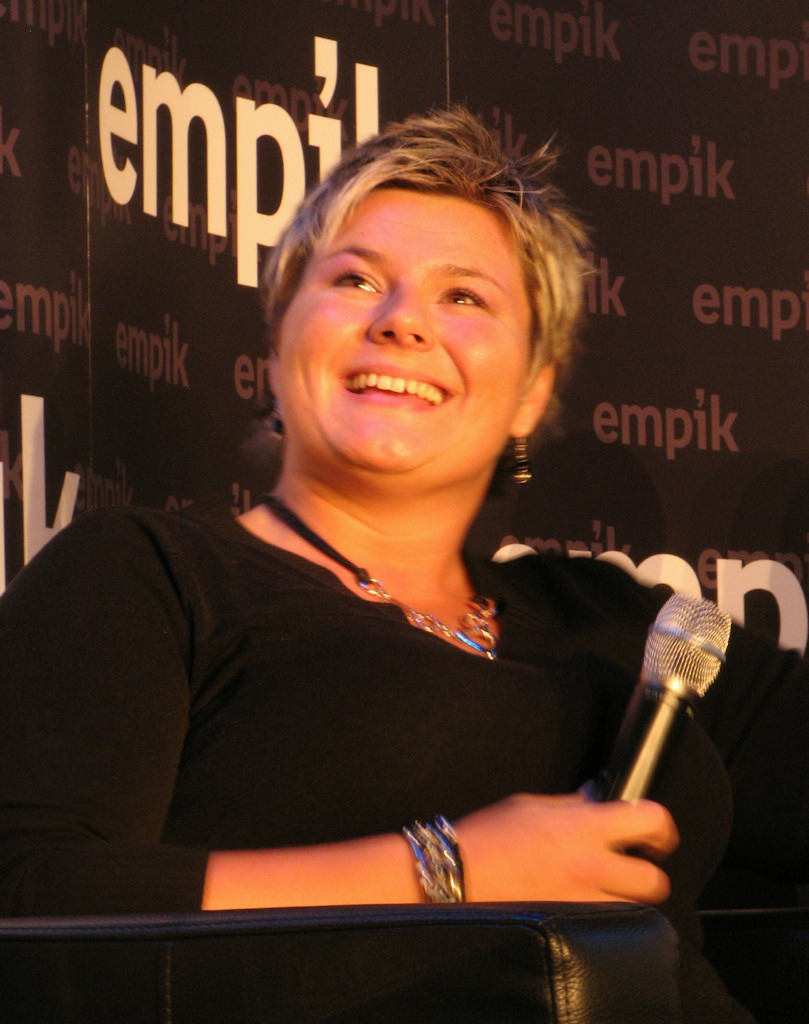
Kamila Skolimowska belegte Rang sieben – sie war später sehr erfolgreich, bevor sie 2009 im Alter von 26 Jahren an einer Lungenembolie starb

| Platz | Athlet                | Land | Weite (m) |
| ----- | --------------------- | ---- | --------- |
| 1     | Tibor Gécsek          | HUN  | 82,87     |
| 2     | Balázs Kiss           | HUN  | 81,26     |
| 3     | Karsten Kobs          | GER  | 80,13     |
| 4     | Heinz Weis            | GER  | 80,04     |
| 5     | Szymon Ziółkowski     | POL  | 78,16     |
| 6     | Christos Polichroniou | GRE  | 77,96     |
| 7     | Ihar Astapkowitsch    | BLR  | 77,81     |
| 8     | Adrián Annus          | HUN  | 77,29     |

Finale: 19. August

### Speerwurf
| Platz | Athlet         | Land | Weite (m) |
| ----- | -------------- | ---- | --------- |
| 1     | Steve Backley  | GBR  | 89,72 CR  |
| 2     | Mick Hill      | GBR  | 86,92000  |
| 3     | Raymond Hecht  | GER  | 86,63000  |
| 4     | Sergei Makarow | RUS  | 86,45000  |
| 5     | Juha Laukkanen | FIN  | 84,78000  |
| 6     | Mark Roberson  | GBR  | 84,15000  |
| 7     | Peter Blank    | GER  | 83,66000  |
| 8     | Matti Narhi    | FIN  | 82,59000  |

Finale: 23. August

### Zehnkampf
| Platz | Athlet              | Land | Punkte |
| ----- | ------------------- | ---- | ------ |
| 1     | Erki Nool           | EST  | 8667   |
| 2     | Eduard Hämäläinen   | FIN  | 8587   |
| 3     | Lew Lobodin         | RUS  | 8571   |
| 4     | Jón Arnar Magnússon | ISL  | 8552   |
| 5     | Tomáš Dvořák        | CZE  | 8506   |
| 6     | Roman Šebrle        | CZE  | 8471   |
| 7     | Dezső Szabó         | HUN  | 8392   |
| 8     | Mike Maczey         | GER  | 8174   |

Datum: 19./20. August

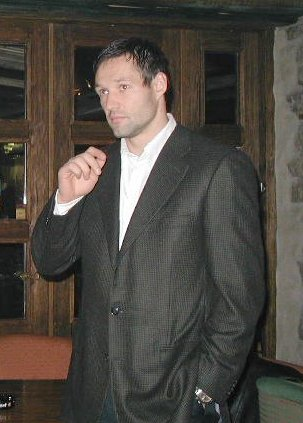
Erki Nool – Zehnkampfsieger mit achtzig Punkten Vorsprung

Gewertet nach der auch heute gültigen Punktetabelle von 1985.

## Resultate Frauen

### 100 m
| Platz | Athletin               | Land | Zeit (s) |
| ----- | ---------------------- | ---- | -------- |
| 1     | Christine Arron        | FRA  | 10,73 ER |
| 2     | Irina Priwalowa        | RUS  | 10,83000 |
| 3     | Ekateríni Thánou       | GRE  | 10,87 NR |
| 4     | Schanna Pintussewytsch | UKR  | 10,92000 |
| 5     | Melanie Paschke        | GER  | 11,07000 |
| 6     | Petja Pendarewa        | BUL  | 11,12000 |
| 7     | Anschela Krawtschenko  | UKR  | 11,16000 |
| 8     | Frédérique Bangué      | FRA  | 11,27000 |

Finale: 19. August
Wind: +2,0 m/s

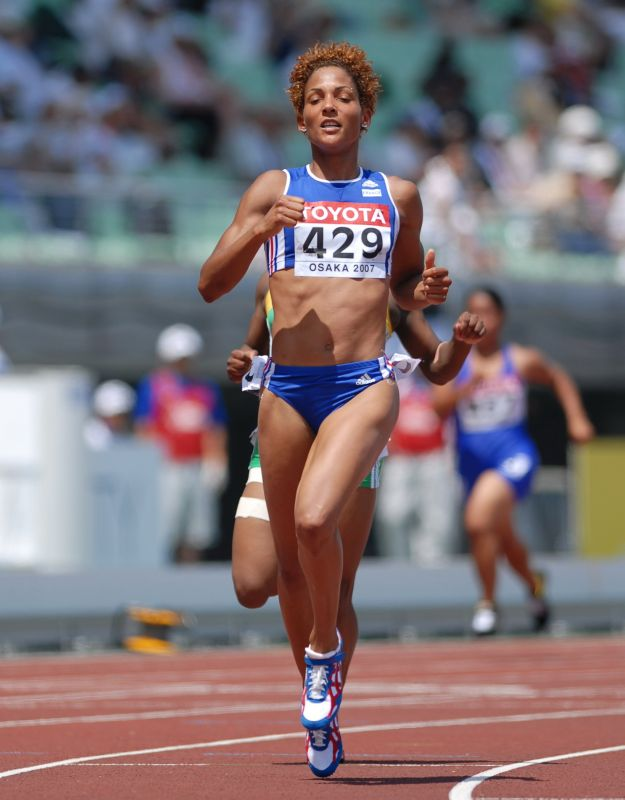
Christine-Arron – Europameisterin mit Europarekord

Bereits im Halbfinale hatte die Europameisterin Christine Arron mit 10,81 s einen neuen Meisterschaftsrekord aufgestellt, den sie im Finale noch einmal verbesserte.

### 200 m
| Platz | Athletin               | Land | Zeit (s) |
| ----- | ---------------------- | ---- | -------- |
| 1     | Irina Priwalowa        | RUS  | 22,62    |
| 2     | Schanna Pintussewytsch | UKR  | 22,74    |
| 3     | Melanie Paschke        | GER  | 22,78    |
| 4     | Natalja Woronowa       | RUS  | 22,80    |
| 5     | Nora Iwanowa           | BUL  | 23,02    |
| 6     | Sabrina Mulrain        | GER  | 23,04    |
| 7     | Gabi Rockmeier         | GER  | 23,08    |
| 8     | Erika Suchovská        | CZE  | 23,18    |

Finale: 21. August
Wind: −0,7 m/s

### 400 m
| Platz | Athletin           | Land | Zeit (s) |
| ----- | ------------------ | ---- | -------- |
| 1     | Grit Breuer        | GER  | 49,93    |
| 2     | Helena Fuchsová    | CZE  | 50,21    |
| 3     | Olga Kotljarowa    | RUS  | 50,38    |
| 4     | Uta Rohländer      | GER  | 50,48    |
| 5     | Allison Curbishley | GBR  | 51,05    |
| 6     | Donna Fraser       | GBR  | 51,54    |
| 7     | Olena Rurak        | UKR  | 51,92    |
| 8     | Patrizia Spuri     | ITA  | 51,94    |

Finale: 21. August

### 800 m
| Platz | Athletin           | Land | Zeit (min) |
| ----- | ------------------ | ---- | ---------- |
| 1     | Jelena Afanassjewa | RUS  | 1:58,50    |
| 2     | Malin Ewerlöf      | SWE  | 1:59,61    |
| 3     | Stephanie Graf     | AUT  | 2:00,11    |
| 4     | Violeta Szekely    | ROM  | 2:00,56    |
| 5     | Zwetelina Kirilowa | BUL  | 2:00,66    |
| 6     | Heike Meißner      | GER  | 2:01,36    |
| 7     | Natallja Duchnowa  | BLR  | 2:02,14    |
| DNF   | Larissa Michailowa | RUS  |            |

Finale: 20. August

### 1500 m
| Platz | Athletin            | Land | Zeit (min) |
| ----- | ------------------- | ---- | ---------- |
| 1     | Swetlana Masterkowa | RUS  | 4:11,91    |
| 2     | Carla Sacramento    | POR  | 4:12,62    |
| 3     | Anita Weyermann     | SUI  | 4:13,06    |
| 4     | Anna Jakubczak      | POL  | 4:13,33    |
| 5     | Violeta Szekely     | ROM  | 4:14,66    |
| 6     | Lidia Chojecka      | POL  | 4:15,00    |
| 7     | Andrea Šuldesová    | CZE  | 4:15,04    |
| 8     | Maite Zúñiga        | ESP  | 4:15,10    |

Finale: 23. August

### 5000 m
| Platz | Athletin         | Land | Zeit (min)  |
| ----- | ---------------- | ---- | ----------- |
| 1     | Sonia O’Sullivan | IRL  | 15:06,50 CR |
| 2     | Gabriela Szabo   | ROM  | 15:08,31000 |
| 3     | Marta Domínguez  | ESP  | 15:10,54000 |
| 4     | Olivera Jevtić   | YUG  | 15:16,61 NR |
| 5     | Annemari Sandell | FIN  | 15:20,87000 |
| 6     | Blandine Bitzner | FRA  | 15:38,61000 |
| 7     | Valerie Vaughan  | IRL  | 15:39,99000 |
| 8     | Teresa Recio     | ESP  | 15:40,54000 |

Datum: 23. August

### 10.000 m
| Platz | Athletin         | Land | Zeit (min)  |
| ----- | ---------------- | ---- | ----------- |
| 1     | Sonia O’Sullivan | IRL  | 31:29,33000 |
| 2     | Fernanda Ribeiro | POR  | 31:32,32000 |
| 3     | Lidia Șimon      | ROM  | 31:32,64000 |
| 4     | Olivera Jevtić   | YUG  | 31:34,26 NR |
| 5     | Paula Radcliffe  | GBR  | 31:36,51000 |
| 6     | Julia Vaquero    | ESP  | 31:46,47000 |
| 7     | Annemari Sandell | FIN  | 32:22,50000 |
| 8     | Irina Mikitenko  | GER  | 32:30,67000 |

Datum: 19. August

### Marathon
| Platz | Athletin              | Land | Zeit (h) |
| ----- | --------------------- | ---- | -------- |
| 1     | Maria Manuela Machado | POR  | 2:27:10  |
| 2     | Madina Biktagirowa    | RUS  | 2:28:01  |
| 3     | Maura Viceconte       | ITA  | 2:28:31  |
| 4     | Franca Fiacconi       | ITA  | 2:28:59  |
| 5     | Marleen Renders       | BEL  | 2:29:43  |
| 6     | Rocío Ríos            | ESP  | 2:29:53  |
| 7     | Ljubow Morgunowa      | RUS  | 2:30:07  |
| 8     | Jelena Rasdrogina     | RUS  | 2:30:09  |

Datum: 23. August

#### Marathon-Cup
| Platz | Land        | Athleten                                                          | Zeit (h) |
| ----- | ----------- | ----------------------------------------------------------------- | -------- |
| 1     | Russland    | Madina Biktagirowa Ljubow Wassiljewna Morgunowa Jelena Rasdrogina | 7:28:17  |
| 2     | Italien     | Maura Viceconte Franca Fiacconi Gigliola Borghini                 | 7:32:55  |
| 3     | Deutschland | Claudia Dreher Sonja Oberem Sylvia Renz                           | 7:37:51  |
| 4     | Rumänien    | Constantina Diță Aurica Buia Adriana Barbu                        | 7:49:28  |
| 5     | Frankreich  | Christine Mallo Nicole Lévéque Josette Colomb-Janin               | 7:50:31  |
| 6     | Belarus     | Natalja Galuschko Alena Masouka Yelena Viniskaya                  | 7:52:35  |
| 7     | Ungarn      | Judit Földingné Nagy Erika Csomor Ágnes Kiss                      | 8:12:00  |

Datum: 23. August
Im Marathonlauf gab es zusätzlich auch eine Teamwertung, für die die Zeiten der drei besten Läuferinnen je Nation addiert wurden. Die Wertung zählte allerdings nicht zum offiziellen Medaillenspiegel.
(nur sieben Teams in der Wertung)

### 100 m Hürden
| Platz | Athletin              | Land | Zeit (s) |
| ----- | --------------------- | ---- | -------- |
| 1     | Swetla Dimitrowa      | BUL  | 12,56    |
| 2     | Brigita Bukovec       | SLO  | 12,65    |
| 3     | Irina Korotja         | RUS  | 12,85    |
| 4     | Nicole Ramalalanirina | FRA  | 12,87    |
| 5     | Patricia Girard       | FRA  | 12,89    |
| 6     | Heike Blaßneck        | GER  | 13,02    |
| 7     | Julie Baumann         | SUI  | 13,15    |
| 8     | Linda Ferga           | FRA  | 13,22    |

Finale: 23. August
Wind: +1,5 m/s

### 400 m Hürden
| Platz | Athletin              | Land | Zeit (s) |
| ----- | --------------------- | ---- | -------- |
| 1     | Ionela Târlea         | ROM  | 53,37 NR |
| 2     | Tetjana Tereschtschuk | UKR  | 54,07000 |
| 3     | Silvia Rieger         | GER  | 54,45000 |
| 4     | Guðrún Arnardóttir    | ISL  | 54,59 NR |
| 5     | Ester Goossens        | NED  | 54,62 NR |
| 6     | Ulrike Urbansky       | GER  | 55,38000 |
| 7     | Anna Knoros           | RUS  | 55,47000 |
| 8     | Susan Smith           | IRL  | 55,61000 |

Finale: 21. August

### 4 × 100 m Staffel
| Platz | Land         | Athletinnen                                                                  | Zeit (s) |
| ----- | ------------ | ---------------------------------------------------------------------------- | -------- |
| 1     | Frankreich   | Katia Benth Frédérique Bangué Sylviane Félix Christine Arron                 | 42,59    |
| 2     | Deutschland  | Melanie Paschke Gabi Rockmeier Birgit Rockmeier Andrea Philipp               | 42,68    |
| 3     | Russland     | Oxana Ekk Galina Maltschugina Natalja Woronowa Irina Priwalowa               | 42,73    |
| 4     | Ukraine      | Iryna Pucha Tetjana Lukijanenko Anschelika Schewtschuk Anschela Krawtschenko | 43,58    |
| 5     | Griechenland | Maria Tsoni Katerína Kóffa Panayióta Koutroúli Ekateríni Thánou              | 44,01    |
| 6     | Finnland     | Heidi Hannula Sanna Kyllonen Johanna Manninen Heli Koivola                   | 44,10    |
| 7     | Italien      | Elena Apollonio Manuela Grillo Maria Ruggeri Manuela Levorato                | 44,46    |
| 8     | Belarus      | Tatyana Barashko Margarita Molchan Natallja Salahub Natallja Safronnikawa    | 44,76    |

Finale: 22. August

### 4 × 400 m Staffel
| Platz | Land           | Athletinnen | Zeit (min) |
| ----- | -------------- | --- | ---------- |
| 1     | Deutschland    | Anke Feller Uta Rohländer (Finale) Silvia Rieger Grit Breuer (Finale) im Vorlauf außerdem: Anja Knippel Martina Breu                     | 3:23,03    |
| 2     | Russland       | Natalja Chruschtscheljowa Swetlana Gontscharenko Jekaterina Bachwalowa Olga Kotljarowa (Finale) im Vorlauf außerdem: Jekaterina Kulikowa | 3:23,56    |
| 3     | Großbritannien | Donna Fraser (Finale) Vicky Jamison Katherine Merry (Finale) Allison Curbishley im Vorlauf außerdem: Michelle Thomas Tasha Danvers       | 3:25,66    |
| 4     | Rumänien       | Otilia Ruiu Alina Rîpanu Mariana Florea Ionela Târlea                                                                                    | 3:27,24    |
| 5     | Tschechien     | Jitka Burianová Ludmila Formanová Hana Benešová Helena Fuchsová                                                                          | 3:27,54    |
| 6     | Frankreich     | Francine Landre Anita Mormand Marie-France Opheltes Viviane Dorsile (Finale) im Vorlauf außerdem: Fabienne Ficher                        | 3:27,61    |
| 7     | Italien        | Patrizia Spuri (Finale) Francesca Carbone Fabiola Piroddi Virna de Angeli im Vorlauf außerdem: Monika Niederstätter                      | 3:29,31    |
| 8     | Ungarn         | Annamária Bori Barbara Petráhn Orsolya Dóczi Judit Szekeres                                                                              | 3:31,83    |

Finale: 23. August

### 10 km Gehen
| Platz | Athletin             | Land | Zeit (min) |
| ----- | -------------------- | ---- | ---------- |
| 1     | Annarita Sidoti      | ITA  | 42:490000  |
| 2     | Erica Alfridi        | ITA  | 42:540000  |
| 3     | Susana Feitor        | POR  | 42:55 NBL  |
| 4     | Mária Urbanik        | HUN  | 42:590000  |
| 5     | María Vasco          | ESP  | 43:02 NBL  |
| 6     | Katarzyna Radtke     | POL  | 43:090000  |
| 7     | Nadeschda Rjaschkina | RUS  | 43:370000  |
| 8     | Wolha Kardapolzawa   | BLR  | 43:380000  |

Datum: 20. August

### Hochsprung
| Platz | Athletin             | Land | Höhe (m) |
| ----- | -------------------- | ---- | -------- |
| 1     | Monica Iagăr-Dinescu | ROM  | 1,97     |
| 2     | Donata Jancewicz     | POL  | 1,95     |
| 3     | Alina Astafei        | GER  | 1,95     |
| 4     | Sigrid Kirchmann     | AUT  | 1,92     |
| 5     | Wenelina Wenewa      | BUL  | 1,92     |
| 6     | Jelena Guljajewa     | RUS  | 1,92     |
| 7     | Wita Stjopina        | UKR  | 1,92     |
| 8     | Pia Zinck            | DEN  | 1,89     |

Finale: 23. August

### Stabhochsprung
| Platz | Athletin             | Land | Höhe (m) |
| ----- | -------------------- | ---- | -------- |
| 1     | Anschela Balachonowa | UKR  | 4,31 CR0 |
| 2     | Nicole Humbert       | GER  | 4,31 CR0 |
| 3     | Yvonne Buschbaum     | GER  | 4,31 CR0 |
| 4     | Nastja Ryzih         | GER  | 4,150000 |
| 4     | Gabriela Mihalcea    | ROM  | 4,150000 |
| 4     | Monique de Wilt      | NED  | 4,15 NR0 |
| 7     | Monika Pyrek         | POL  | 4,15 NRe |
| 8     | Zsuzsanna Szabó      | HUN  | 4,150000 |

Finale: 21. August
Im Stabhochsprung gab es einen Dopingfall. Der zunächst elftplatzierten Spanierin Dana Cervantes wurde ein Verstoß gegen die Dopingbestimmungen nachgewiesen. Es erfolgte die Disqualifikation, die nach ihr rangierenden Athletinnen rückten um jeweils einen Platz nach vorn.

### Weitsprung
| Platz | Athletin         | Land | Weite (m) |
| ----- | ---------------- | ---- | --------- |
| 1     | Heike Drechsler  | GER  | 7,16000   |
| 2     | Fiona May        | ITA  | 7,11 NR   |
| 3     | Ljudmila Galkina | RUS  | 7,06 w0   |
| 4     | Tünde Vaszi      | HUN  | 6,82 w0   |
| 5     | Erica Johansson  | SWE  | 6,75 w0   |
| 6     | Zita Ajkler      | HUN  | 6,64000   |
| 7     | Linda Ferga      | FRA  | 6,64000   |
| 8     | Susen Tiedtke    | GER  | 6,62000   |

Finale: 22. August

### Dreisprung
| Platz | Athletin           | Land | Weite (m) |
| ----- | ------------------ | ---- | --------- |
| 1     | Olga Vasdéki       | GRE  | 14,55     |
| 2     | Šárka Kašpárková   | CZE  | 14,53     |
| 3     | Teresa Marinowa    | BUL  | 14,50     |
| 4     | Rodica Mateescu    | ROM  | 14,46     |
| 5     | Tatjana Lebedewa   | RUS  | 14,25     |
| 6     | Olena Howorowa     | UKR  | 14,24     |
| 7     | Natallja Safronawa | BLR  | 14,01     |
| 8     | Jelena Donkina     | RUS  | 13,92     |

Finale: 20. August

### Kugelstoßen
| Platz | Athletin             | Land | Weite (m)   |
| ----- | -------------------- | ---- | ----------- |
| 1     | Wita Pawlysch        | UKR  | 21,69 CR/NR |
| 2     | Irina Korschanenko   | RUS  | 19,71000000 |
| 3     | Janina Karoltschyk   | BLR  | 19,23000000 |
| 4     | Swetlana Kriweljowa  | RUS  | 19,08000000 |
| 5     | Katarzyna Żakowicz   | POL  | 18,77000000 |
| 6     | Nadine Kleinert      | GER  | 18,48000000 |
| 7     | Corrie de Bruin      | NED  | 18,28000000 |
| 8     | Tatjana Chorchuljowa | BLR  | 18,16000000 |

Finale: 20. August

### Diskuswurf
| Platz | Athletin            | Land | Weite (m) |
| ----- | ------------------- | ---- | --------- |
| 1     | Franka Dietzsch     | GER  | 67,49     |
| 2     | Natalja Sadowa      | RUS  | 66,94     |
| 3     | Nicoleta Grasu      | ROM  | 65,94     |
| 4     | Elina Swerawa       | BLR  | 65,92     |
| 5     | Ekaterini Vongoli   | GRE  | 63,56     |
| 6     | Ilke Wyludda        | GER  | 63,46     |
| 7     | Anastasia Kelesidou | GRE  | 62,35     |
| 8     | Iryna Jattschanka   | BLR  | 61,20     |

Finale: 21. August

### Hammerwurf
| Platz | Athletin           | Land | Weite (m) |
| ----- | ------------------ | ---- | --------- |
| 1     | Mihaela Melinte    | ROM  | 71,17 CR  |
| 2     | Olga Kusenkowa     | RUS  | 69,28000  |
| 3     | Kirsten Münchow    | GER  | 65,61000  |
| 4     | Simone Mathes      | GER  | 64,05000  |
| 5     | Katalin Divós      | HUN  | 63,74 NR  |
| 6     | Ljudmila Hubkina   | BLR  | 63,03000  |
| 7     | Kamila Skolimowska | POL  | 62,68000  |
| 8     | Alla Dawydowa      | RUS  | 62,36000  |

Finale: 22. August

### Speerwurf
| Platz | Athletin            | Land | Weite (m) |
| ----- | ------------------- | ---- | --------- |
| 1     | Tanja Damaske       | GER  | 69,10     |
| 2     | Tatjana Schikolenko | RUS  | 66,92     |
| 3     | Mikaela Ingberg     | FIN  | 64,92     |
| 4     | Trine Hattestad     | NOR  | 63,16     |
| 5     | Heli Rantanen       | FIN  | 62,34     |
| 6     | Steffi Nerius       | GER  | 62,08     |
| 7     | Claudia Coslovich   | ITA  | 60,73     |
| 8     | Nikolett Szabó      | HUN  | 60,56     |

Finale: 19. August

### Siebenkampf
| Platz | Athletin              | Land | Punkte |
| ----- | --------------------- | ---- | ------ |
| 1     | Denise Lewis          | GBR  | 6559   |
| 2     | Urszula Włodarczyk    | POL  | 6460   |
| 3     | Natallja Sasanowitsch | BLR  | 6410   |
| 4     | Remigija Nazarovienė  | LTU  | 6394   |
| 5     | Irina Belowa          | RUS  | 6375   |
| 6     | Sabine Braun          | GER  | 6259   |
| 7     | Karin Specht          | GER  | 6239   |
| 8     | Marie Collonvillé     | FRA  | 6218   |

Datum: 21./22. August

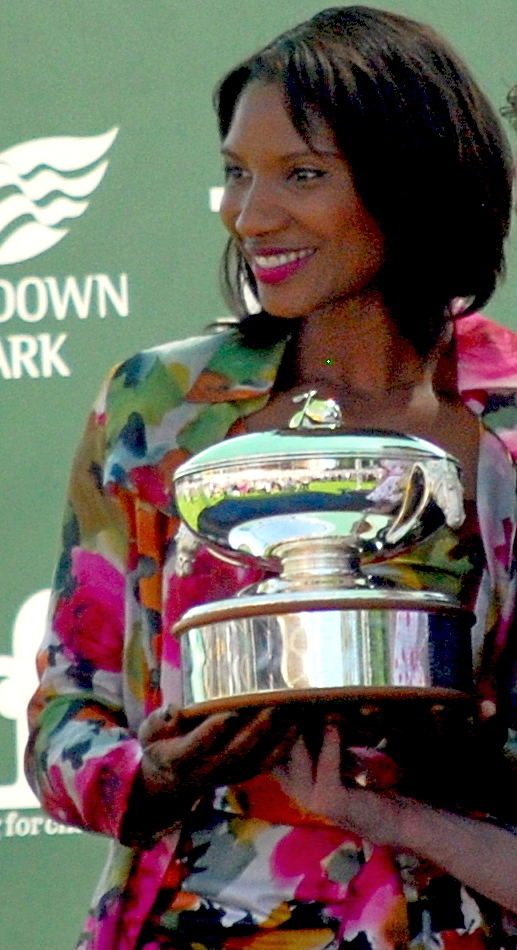
Denise Lewis wurde zur Königin der Athletinnen bei diesen Europameisterschaften

Gewertet nach der auch heute gültigen Punktetabelle von 1985.